# Bác sĩ thú y 2
Bác sĩ thú y 2 (tiếng Anh: Dr. Dolittle 2) là phim hài của Mỹ năm 2001, và là phần tiếp theo của Bác sĩ thú y năm 1998. Phim tiếp tục có sự tham gia của Eddie Murphy và Raven-Symoné. Phim được đạo diễn bởi Steve Carr; kịch bản được chắp bút bởi Larry Levin dựa trên tác phẩm Dr. Dolittle của Hugh Lofting.

## Phân vai
- Eddie Murphy vai Dr. John Dolittle
- Raven-Symoné vai Charisse Dolittle
- Jeffrey Jones vai Joe Potter
- Kevin Pollak vai Riley
- Kristen Wilson vai Lisa Dolittle
- Kyla Pratt vai Maya Dolittle
- Lil Zane vai Eric (Bạn trai của Charisse)
- Mark Griffin vai Logger/Nature Show Narrator